# Abelse groep
Een abelse groep, ook wel commutatieve groep genoemd, is een groep die er aan voldoet dat het product van twee elementen niet van de volgorde afhangt waarin de groepsbewerking wordt uitgevoerd, dus altijd  commutatief is. Abelse groepen zijn naar de Noorse wiskundige Niels Henrik Abel genoemd. Groepen, waarin het voorkomt dat de samenstelling van twee elementen van de volgorde afhangt waarin de bewerking wordt uitgevoerd, worden niet-abelse groepen genoemd.
De theorie van de abelse groepen is in het algemeen eenvoudiger dan die van de niet-abelse groepen. Alle eindige abelse groepen zijn een cyclische groep of de directe som van een aantal cyclische groepen. De commutatieve groepen zijn daarom in vergelijking met andere groepen eenvoudig in hun beschrijving en volledig geclassificeerd. De theorie van de oneindige abelse groepen is daarentegen een gebied waarnaar ook nu nog veel onderzoek wordt verricht.

## Definitie
Een groep {\displaystyle (G,*)} heet commutatief of abels als voor alle elementen {\displaystyle a,b\in G} geldt:
{\displaystyle a*b=b*a}.

## Voorbeelden
Er zijn in wiskunde veel voorbeelden van commutatieve groepen te vinden, zoals:
- De additieve groep van de gehele getallen {\displaystyle (\mathbb {Z} ,+)}, evenals de additieve groepen {\displaystyle (\mathbb {Q} ,+)}, {\displaystyle (\mathbb {R} ,+)} en {\displaystyle (\mathbb {C} ,+)}.
- De multiplicatieve groep {\displaystyle (\mathbb {Q} _{0},*)} van de rationale getallen zonder nul, is abels. Hetzelfde geldt voor de groepen {\displaystyle (\mathbb {R} _{0},*)}, {\displaystyle (\mathbb {C} _{0},*)}.
- De cyclische groepen {\displaystyle C_{n}} van orde {\displaystyle n} zijn abels.
- de viergroep van Klein

## Eigenschappen
- Ondergroepen van een abelse groep zijn ook abels.
- Ondergroepen van een abelse groep zijn altijd een normaaldeler van die groep.
- Alle factorgroepen van een abelse groep zijn ook abels.
- De directe som van abelse groepen is ook abels.
- Alle eindige commutatieve groepen zijn een cyclische groep of de directe som van een aantal cyclische groepen.

## Translatie
Een translatie {\displaystyle T_{g}} van een element {\displaystyle h} van een abelse groep wordt gegeven door {\displaystyle T_{g}(h)=g+h}.
Een translatie {\displaystyle T_{g}} van een ondergroep van een abelse groep wordt gegeven door de betreffende beeldverzameling.

## Overige
- De mate waarin een gegeven groep niet abels is, wordt door de commutatordeelgroep weergegeven.
- Modules en vectorruimtes kunnen als verfijningen van abelse groepen worden gezien.